# Horváth Mária (rajzfilmrendező)
Horváth Mária (Pécs, 1952. szeptember 15. –) kétszeres Balázs Béla-díjas magyar rajzfilmrendező, forgatókönyvíró, érdemes művész.

## Életpályája
Gyermekéveit Erdősmecskén töltötte. Középiskolai tanulmányait a szülővárosában található művészeti gimnáziumban végezte el; ötvös szakon. 1971-1979 között a Pannónia Filmstúdió kecskeméti stúdiójában volt rajzoló, háttértervező és animátor. 1979-1982 között Jankovics Marcell társrendezője volt. 1982 óta önállóan rendez.

## Filmjei
- A Mézga család különös kalandjai (1974)
- Magyar népmesék (1979-2011)
- Az éjszaka csodái (1982)
- Mesék Mátyás királyról (1982)
- Ajtó-sorozat 2-9 (1983-1987)
- Leo és Fred (1984)
- Zöldfa utca 66. (1992)
- A kis emberek dalai (1997)
- Állókép (2000)
- Mesél a kő (2004)
- A Négyszögletű Kerek Erdő (2011)
- Cigánymesék (sorozat, 2013–)[1][2]

## Díjai
- Ottawai elsőfilmes első díja (1982)
- hamiltoni reklámfilm-kategóriadíj (1986)
- Balázs Béla-díj (1990, 2002)
- Katona József-díj (2010)
- II. Hét Domb Filmfesztivál Animációs film kategória 1. helyezett (2018)[3]
- Érdemes művész (2023)